# Kenilworth (Utah)
Pour les articles homonymes, voir Kenilworth (homonymie).
Kenilworth est une census-designated place du comté de Carbon, dans l'État de l'Utah, aux États-Unis. En 2020, elle compte une population de 200 habitants.